# (1462) Zamenhof
(1462) Zamenhof es un asteroide que forma parte del cinturón de asteroides y fue descubierto por Yrjö Väisälä el 6 de febrero de 1938 desde el observatorio de Iso-Heikkilä, Finlandia.

## Designación y nombre
Zamenhof fue designado al principio como 1938 CA.
Posteriormente se nombró en honor del oftalmólogo polaco L. L. Zamenhof, inventor del esperanto.

## Características orbitales
Zamenhof orbita a una distancia media de 3,146 ua del Sol, pudiendo alejarse hasta 3,49 ua. Su inclinación orbital es 0,9678° y la excentricidad 0,1093. Emplea en completar una órbita alrededor del Sol 2038 días.

## Características físicas
La curva de luz del asteroide muestra una periodicidad de 0,4±0,1 horas, durante las cuales el brillo del objeto varia 0,35±0,04 magnitudes.